# Lijst van nationale parken in Polen
In Polen bevinden zich 23 nationale parken (parki narodowe, enkelvoud park narodowy), die ongeveer één procent van het land beslaan. Een 24ste nationaal park Beneden-Oder (Park Narodowy Doliny Dolnej Odry) is in oprichting.

Alle parken worden gefinancierd vanuit een centraal budget. Elk park kent zijn eigen directie. In de Poolse Nationale Parken worden talrijke wetenschappelijke onderzoeksprogramma's uitgevoerd. Bovendien spelen ze een belangrijke rol in natuureducatieve programma's. Er zijn natuurpaden en meestal zijn er diverse mogelijkheden voor natuurgerichte recreatie.

## Overzicht van de nationale parken in Polen
| L.p. | Naam van het Park                                            | Jaar van oprichting | Oppervlakte (km²) | Hoofdkantoor            | Foto | Opmerkingen |
| ---- | ------------------------------------------------------------ | ------------------- | ----------------- | ----------------------- | ---- | --- |
| 1    | Babiogórski Park Narodowy Nationaal Park Babia Góra          | 1954                | 33,92             | Zawoja                  |      | Biosfeerreservaat sinds 1976. |
| 2    | Białowieski Park Narodowy Nationaal Park Białowieża          | 1932                | 105,173           | Białowieża              |      | Sinds 1979 onderdeel van de bilaterale UNESCO- Werelderfgoedinschrijving «Woud van Białowieża» van Polen en Wit-Rusland. |
| 3    | Biebrzański Park Narodowy Nationaal park Biebrza             | 1993                | 592,23            | Osowiec-Twierdza        |      | |
| 4    | Bieszczadzki Park Narodowy Nationaal Park Bieszczady         | 1973                | 292,02            | Ustrzyki Górne          |      | Sinds 1992 onderdeel van het trilaterale Oost-Karpatisch Biosfeerreservaat van Polen, Slowakije en Oekraïne. Vijf beukenbossen sinds 2021 Unesco-Werelderfgoed Oude en voorhistorische beukenbossen van de Karpaten en andere regio's van Europa. |
| 5    | Park Narodowy Bory Tucholskie Nationaal Park Bory Tucholskie | 1996                | 46,13             | Charzykowy              |      | |
| 6    | Drawieński Park Narodowy Nationaal Park Drawa                | 1990                | 114,41            | Drawno                  |      | |
| 7    | Gorczański Park Narodowy Nationaal Park Gorce                | 1981                | 70,28             | Poręba Wielka           |      | |
| 8    | Park Narodowy Gór Stołowych Nationaal Park Gór Stołowych     | 1993                | 63,4              | Kudowa Zdrój            |      | |
| 9    | Kampinoski Park Narodowy Nationaal Park Kampinos             | 1959                | 385,44            | Izabelin                |      | Biosfeerreservaat sinds 2000. |
| 10   | Karkonoski Park Narodowy Nationaal park Karkonosze           | 1959                | 5575              | Jelenia Góra            |      | Sinds 1992 onderdeel van het bilaterale Biosfeerreservaat Karkonosze van Polen en Tsjechië. |
| 11   | Magurski Park Narodowy Nationaal Park Magura                 | 1995                | 194,39            | Krempna                 |      | |
| 12   | Narwiański Park Narodowy Nationaal Park Narew                | 1996                | 73,5              | Kurowo                  |      | |
| 13   | Ojcowski Park Narodowy Nationaal Park Ojców                  | 1956                | 21,46             | Ojców                   |      | |
| 14   | Pieniński Park Narodowy Nationaal Park Pieniny               | 1932                | 23,364            | Krościenko nad Dunajcem |      | |
| 15   | Poleski Park Narodowy Nationaal Park Poleski                 | 1990                | 97,64             | Urszulin                |      | Biosfeerreservaat sinds 2002. Sinds 2012 onderdeel van het trilaterale Biosfeerreservaat West-Polesië van Polen, Wit-Rusland en Oekraïne. |
| 16   | Roztoczański Park Narodowy Nationaal Park Roztocze           | 1974                | 84,83             | Zwierzyniec             |      | |
| 17   | Słowiński Park Narodowy Nationaal park Słowiński             | 1967                | 327,44            | Smołdzino               |      | Biosfeerreservaat sinds 1976. |
| 18   | Świętokrzyski Park Narodowy Nationaal Park Świętokrzyski     | 1950                | 76,26             | Bodzentyn               |      | |
| 19   | Tatrzański Park Narodowy Nationaal Park Tatra                | 1954                | 211,64            | Zakopane                |      | Sinds 1993 onderdeel van het bilaterale Biosfeerreservaat Tatra van Polen en Slowakije. |
| 20   | Park Narodowy Ujście Warty Nationaal Park Wartamonding       | 2001                | 80,38             | Chyrzyno                |      | |
| 21   | Wielkopolski Park Narodowy Nationaal Park Wielkopolska       | 1957                | 75,84             | Jeziory                 |      | |
| 22   | Wigierski Park Narodowy Nationaal Park Wigry                 | 1989                | 149,88            | Krzywe                  |      | |
| 23   | Woliński Park Narodowy Nationaal park Wolin                  | 1960                | 109,37            | Międzyzdroje            |      | |

Babia Góra · 
Białowieża · 
Biebrza · 
Bieszczady · 
Bory Tucholskie · 
Drawa · 
Gorce · 
Gór Stołowych · 
Kampinos · 
Karkonosze · 
Magura · 
Narew · 
Ojców · 
Pieniny · 
Poleski · 
Roztocze · 
Słowiński · 
Świętokrzyski · 
Tatra · 
Wartamonding · 
Wielkopolska · 
Wigry · 
Wolin